# Дифрид
Ди́фрид — спартанский военачальник во время Коринфской войны.
В 391 году до н. э. Дифрид был отправлен в Малую Азию воевать с персами. Он действовал удачно, побеждая в маленьких стычках, и даже пленил зятя персидского военачальника Струфа, но в итоге так не достиг крупных успехов.